# German Lavrov
German Lavrov (8 settembre 1929 – 1995) è stato un regista sovietico.

## Filmografia parziale

### Regista
- Pozovi menja v dal' svetluju (1977)
- Ostavit' sled (1982)